# Indonesische Grondwet
De Indonesische Grondwet (Indonesisch: Undang-Undang Dasar Negara Republik Indonesia Tahun 1945) werd opgesteld van juni tot augustus 1945 in aanloop naar de Japanse overgave. De Grondwet werd vervangen door de Federale Grondwet van 1949 en de Tijdelijke Grondwet van 1950, maar op 5 juli 1959 toch weer ingevoerd.
De Grondwet is gebaseerd op de Pancasila, de vijf principes die volgens de eerste president Soekarno de Indonesische staat belichaamden. Het geeft tot op zekere hoogte scheidingen aan tussen de uitvoerende, wetgevende en rechterlijke macht. Het politieke systeem in Indonesië is wel omschreven als “presidentieel met parlementaire karakteristieken”. Na de val van Soeharto werd de Grondwet op een aantal punten via amendementen aangepast. Dit was nodig om politieke hervormingen door te voeren.

## Achtergrond
Japan bezette Nederlands-Indië in 1942. Indonesië viel vanaf toen onder het gezag van het Zuidelijk Leger. Japan kwam gedurende de oorlog steeds meer in de verdrukking, zeker na de nederlaag in de Slag in de Golf van Leyte. Daarom was ze gedwongen om steeds meer een beroep te doen op Indonesiërs om haar gezag te handhaven.
Onder de Indonesiërs nam de roep om onafhankelijkheid toe. Het Japanse leger riep in april 1945 daarom de organisatie BPUPKI (vertaald: Onderzoekscomité ter voorbereiding op de Indonesische onafhankelijkheid) in het leven. BPUPKI op Java bestond uit 62 leden, half Japans en half Indonesisch, waaronder Soekarno en Mohammad Hatta. De voorzitter was Radjiman Wediodiningrat. Zij kwamen tweemaal samen in het gebouw waarin in de tijd van de Nederlandse koloniale overheersing de Volksraad vergaderde. Bij de eerste sessie werd er over de grote lijnen gesproken, waarbij direct een tegenstelling ontstond tussen hen die het nationalisme voorop stelden en hen voor wie de islam centraal diende te staan. Bij de tweede sessie werden 37 artikelen voorgesteld door het lid Supomo, waarbij ook weer het uitgangspunt van de toekomstige staat ter discussie stond. Op de derde sessie op 1 juni kwam Soekarno met zijn Pancasila, de vijf beginselen die aan de staat ten grondslag zouden liggen.
Toen de Geallieerden op 26 juli 1945 opriepen tot een onvoorwaardelijke overgave van Japan in de Verklaring van Potsdam versnelden de Japanse autoriteiten hun acties die moesten leiden tot de Indonesische onafhankelijkheid.
Na de twee Atoombommen op Hiroshima en Nagasaki gaf Japan zich op 15 augustus 1945 onvoorwaardelijk over. Soekarno en Hatta riepen twee dagen later de onafhankelijkheid van Indonesië uit. Een dag later kwamen de leiders van de nieuwe republiek bij elkaar om de Grondwet per artikel te behandelen. Een van de belangrijkste wijzigingen was de verwijdering van de passage dat de president een moslim moest zijn. Vervolgens nam het comité de Grondwet aan.
Nederland erkende de Indonesische onafhankelijkheid in 1949. In dat jaar werd de Grondwet van 1945 vervangen door een Federale Grondwet. De nieuwe Grondwet gaf Indonesië een federale basis. Veel Indonesiërs beschouwden de federale vorm echter als een mogelijke bedreiging voor het voortbestaan van Indonesië. Het benadrukken van de verschillende regionale culturen en identiteiten zou de eenheid kunnen ondergraven. Verder zou de regering in Jakarta minder te zeggen krijgen over belangrijke economische eilanden, De Federale Grondwet werd daarom in 1949 vervangen voor een Tijdelijke Grondwet, waarin sprake was van een eenheidsstaat. De eerste vrije algemene verkiezingen vonden plaats in 1955. De gekozen Konstituante moest zorg dragen voor de opzet van een nieuwe grondwet. Daar deden zeer veel partijen aan mee en daardoor bleek het moeilijk een politiek programma te ontwikkelen. Soekarno maakte daarom in 1959 een einde aan de parlementaire democratie en verving de Tijdelijke Grondwet weer voor de Grondwet van 1945.
In 1949 werd de Indonesische onafhankelijkheid erkend door de Nederlandse staat en werd de Grondwet van 1945 vervangen door een federale Grondwet. Deze nieuwe Grondwet van 1949 gaf Indonesië een federale basis. De federale staatsstructuur werd aanvankelijk als de juiste vorm voor Indonesië beschouwd maar men vond toch dat dit ten koste ging van de gemeenschappelijke waarden die alle Indonesiërs zouden hebben.
Soeharto, die in 1968 officieel president werd, weigerde aanpassingen aan de Grondwet, hoewel het document volgens Soekarno een voorlopig karakter had. Het parlement nam in 1983 een wet aan dat er alleen wijzigingen plaats konden vinden door middel van een referendum waarbij de opkomst minimaal 90 procent moest zijn en 90 procent van de kiezers moest instemmen met de wijziging. Na de val van het Soeharto-regime en zijn Nieuwe Order was de weg vrij voor een groot aantal wijzigingen van de Grondwet. Dat gebeurde in vier rondes, te weten in 1999, 2000, 2001 en 2002. De Grondwet groeide van 37 naar 73 artikelen en slechts 11 procent van de oude tekst bleef ongewijzigd.

## Belangrijkste wijzigingen
De belangrijkste wijzigingen in de periode 1999-2002 waren:
- Een president kon voortaan maximaal twee termijnen in functie blijven.
- Indonesië kreeg een tweekamerstelsel. De Volksvertegenwoordigingsraad (Dewan Perwakilan Rakyat, DPR), te vergelijken met de Nederlandse Tweede Kamer heeft 575 zetels en de DPD (Dewan Perwakilan Daerah), te vergelijken met de Nederlandse Eerste Kamer heeft 128 zetels. Beide kamers worden om de vijf jaar in directe verkiezingen verkozen.
- De president werd voortaan rechtstreeks door het volk gekozen, in plaats van door het parlement.
- Er kwamen rechtstreekse verkiezingen voor het parlement en de regionale wetgevende parlementen.
- Er kwam een grondwettelijk hof die alle wetten aan de grondwet kon toetsen.
- In de aangepaste grondwet waren tien volledige nieuwe artikelen over mensenrechten opgenomen.

## Inhoud van de Grondwet
- Preambule
- 1.Staatsvorm en soevereiniteit
- 2.Raadplegende volksvergadering
- 3.Bestuurlijke macht van de staat.
- 4.Het kabinet
- 5.Lokale overheden
- 6.De Volksraad van Afgevaardigden
- 7.De Regionale Raad van Afgevaardigden
- 8.Algemene verkiezingen
- 9.Overheidsfinanciën
- 10.Toezicht op overheidsfinanciën
- 11.Rechterlijke macht
- 12.Geografische omvang van de natie
- 13.Inwoners en ingezetenen
- 14.Religie
- 15.Defensie
- 16.Onderwijs en cultuur
- 17.Nationale economie en sociaal welzijn
- 18.Vlag, taal, nationaal wapen en nationaal volkslied
- 19.Amendement op de Grondwet